# Orestiáda
Orestiáda är en kommunhuvudort i Grekland.   Den ligger i prefekturen Nomós Évrou och regionen Östra Makedonien och Thrakien, i den nordöstra delen av landet, 500 km nordost om huvudstaden Aten. Orestiáda ligger 45 meter över havet och antalet invånare är 16 221.
Terrängen runt Orestiáda är platt. Runt Orestiáda är det ganska tätbefolkat, med 70 invånare per kvadratkilometer. Orestiáda är det största samhället i trakten. Trakten runt Orestiáda består till största delen av jordbruksmark.